# Primera Edat

Geografia esquemàtica d'Arda durant la Primera Edat del Sol.

En la mitologia creada per J. R. R. Tolkien, la primera edat és un període de la Terra Mitjana que comença amb el sorgiment del Sol i acaba amb la guerra de la ira (on Mórgoth fou derrotat). La majoria de dades publicades sobre aquest període provenen del Silmaríl·lion.
Aquesta edat va conèixer la glòria dels elfs i homes de Beleríand i la seva desfeta final davant del Senyor Fosc, Mórgoth. Finalment els Vàlar, Maiar i elfs de Vàlinor van socórrer els habitants de la Terra Mitjana a causa de la súplica d'Earendil. En la guerra de la ira l'exèrcit conjunt de déus, homes, elfs i àguiles va derrotar els exèrcits de Mórgoth acabant així amb el seu regnat a Àngband i tancant-lo al Buit.